# Albany (Australien)
Albany ist eine Stadt im australischen Bundesstaat Western Australia (Westaustralien) mit etwa 15.000 Einwohnern respektive 30.000 Einwohnern mit Vororten. Sie liegt in der Region Great Southern, an der Großen Australischen Bucht, 408 Kilometer von Perth und etwa 53 Kilometer von Denmark entfernt und verfügt über einen großen Naturhafen.

## Geschichte
Im Jahre 1826 wurde in Albany die erste Strafkolonie Westaustraliens gegründet. Im Folgejahr wurde die britische Flagge gehisst und die Stadt wurde „Frederick’s Town“ benannt, zu Ehren von Frederick, Duke of York and Albany. Die Stadt wurde ein militärischer Vorposten für New South Wales und etwa seit 1830 hatte sich der Name Albany eingebürgert.
Zwischen 1851 und 1880 war Albany eine wichtige Hafenstadt, da Schiffe zwischen den Ostkolonien und Europa in Albany Vorräte auffrischen mussten. Mit der Entwicklung und dem Einsatz von leistungsstärkeren Schiffen fiel dieser Zwischenstopp weg und der Ort verlor an wirtschaftlicher Bedeutung. Die Eröffnung der Eisenbahnlinie zwischen Albany und Perth brachte ab 1889 einen erneuten Aufschwung, der allerdings mit dem Ausbau Fremantles als Hafenstadt wieder erlosch.

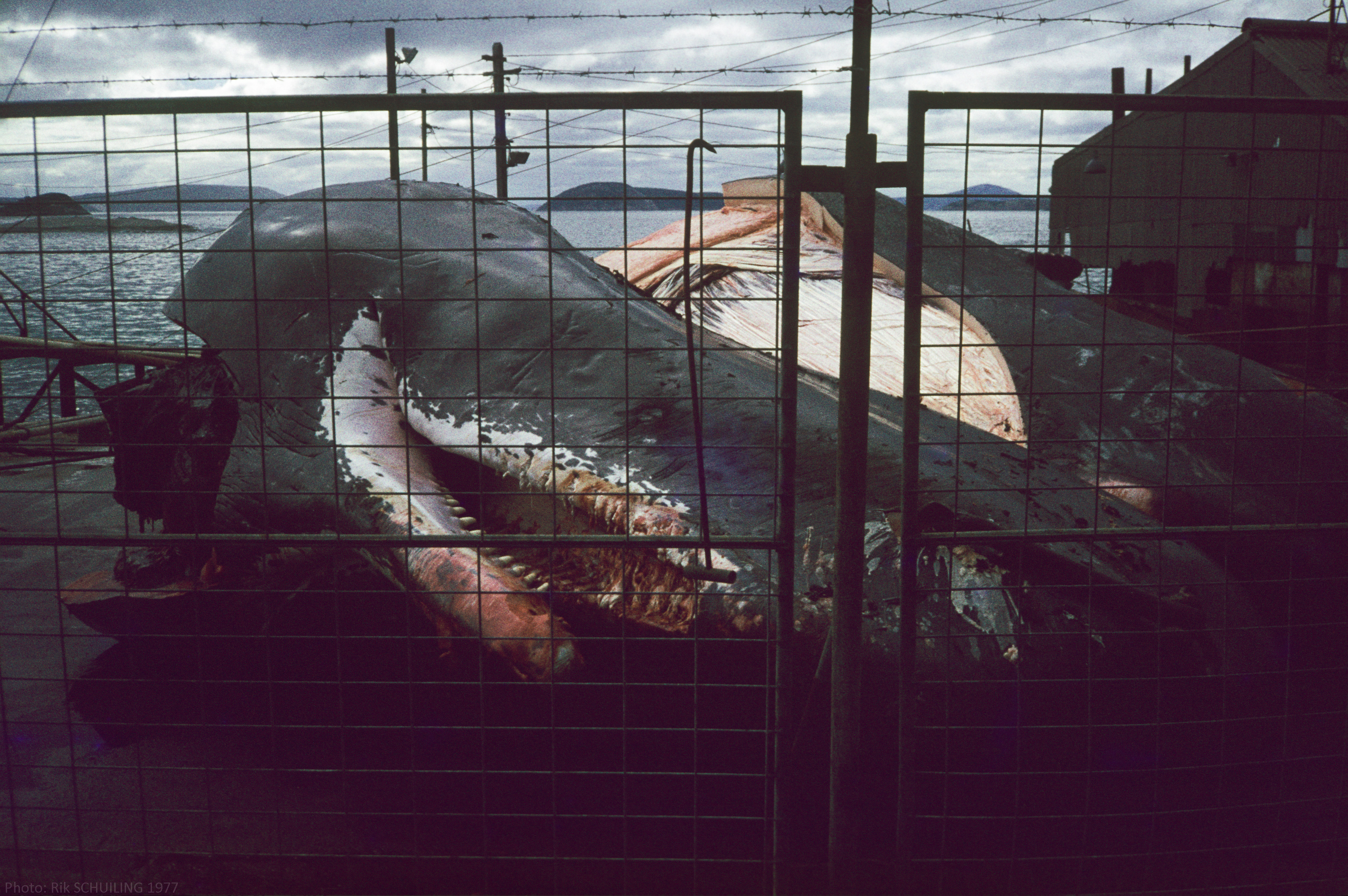
Erlegte Wale in der „Cheynes Beach Whaling Company“ im Jahr 1977 kurz vor deren Schließung

Zu Beginn des 19. Jahrhunderts wurde Albany ein bedeutendes Walfang-Zentrum. In Buchten in der Nähe von Albany wurden die Cheyne Beach Whaling Station und die Norwegian Bay Whaling Station aufgebaut. Der Walfang wurde schnell zur führenden Industrie in Albany. Absatzprobleme von Produkten aus Walen und ab den 1970er Jahren wurden sich die Menschen zunehmend der Problematik der Waljagd bewusst. Schließlich wurde der Walfang in australischen Gewässern verboten und die Walindustrie schloss die letzte Walfangstation in Australien im Jahre 1978.
Inzwischen ist „Whale-Watching“ (Juli bis Oktober) eine Hauptattraktion der kleinen, aber wachsenden Tourismusbranche in Albany.

## Wirtschaft
Albany ist ein wichtiges Geschäftszentrum im Südwesten Australiens. Wirtschaftlich hat sich die Stadt auf die Forstwirtschaft, Fischindustrie, Weinanbau (Goundrey Wines) und die Tourismusbranche konzentriert.

## Sehenswürdigkeiten

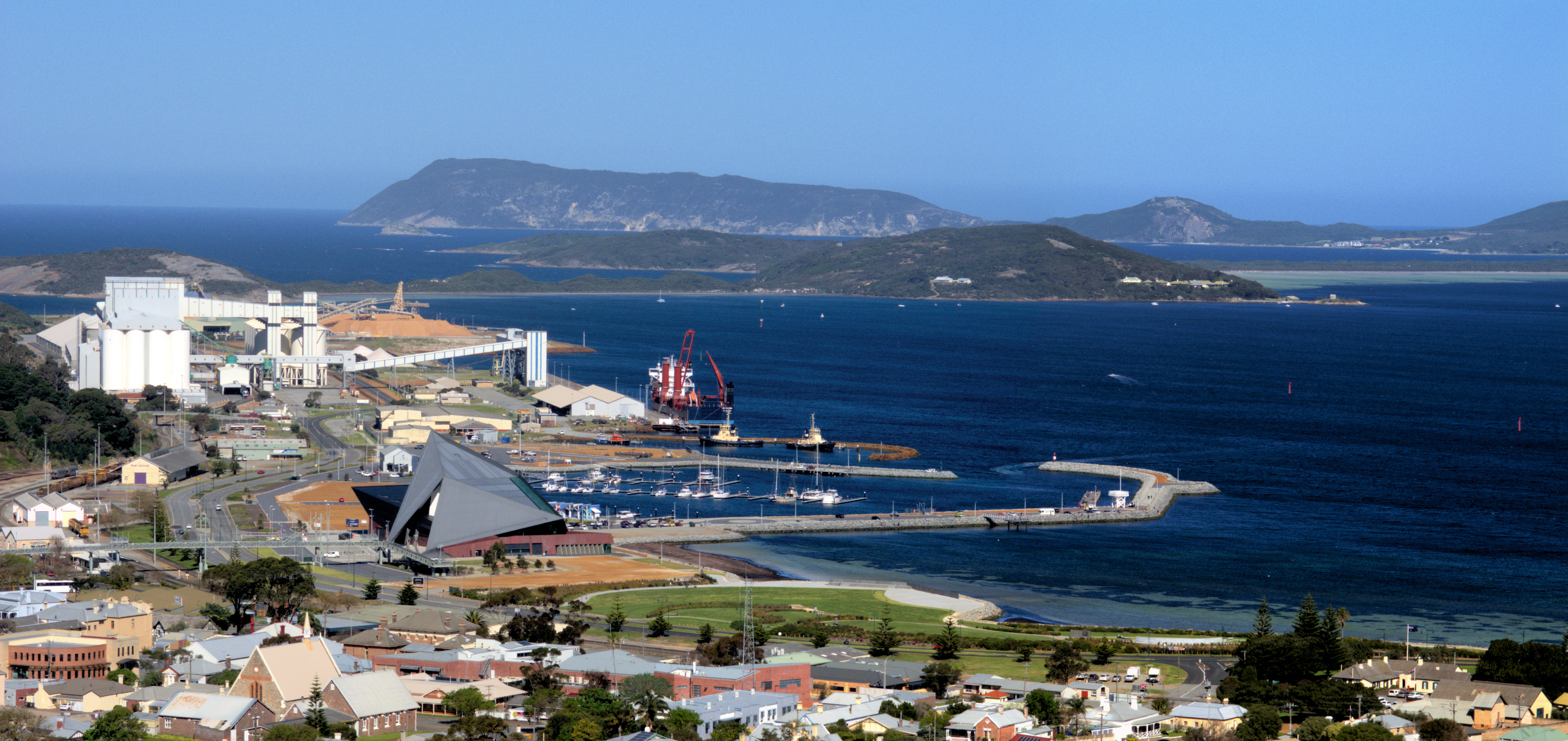
Hafenanlagen am Princess Royal Harbour, dahinter der King George Sound und die Torndirrup-Halbinsel

Albany befindet sich mit seinem Naturhafen am King George Sound. Der Ort und die Umgebung bieten eine reizvolle, abwechselungsreiche Landschaft mit Granitfelsen und Sandstränden. Im Ort befinden sich zwei Hügel, Mount Melville (157 m) und Mount Clarence (186 m), der einen guten Ausblick über Albany bietet.
Am Hafen befindet sich ein Museumskomplex, der an die Geschichte des Ortes als Hafenstadt und Walfangstation erinnert. Die Old Farm on Strawberry Hill wurde im Jahr 1831 erbaut und ist damit eines der ersten Gebäude. Die St. John’s Anglican Church wurde in den 1840er Jahren erbaut und ist somit die erste Kirche in Western Australia. Auch zu erwähnen sind die Mount Romance Emu Oil und die Sandalwood Factory.
Vor der Küste Albanys wurde im Jahr 2001 der Zerstörer HMAS Perth der Royal Australian Navy versenkt. Dieses Wrack und künstliche Riff ist ein beliebtes Ziel unter Sporttauchern.

## Natur
Im vorgelagerten Torndirrup-Nationalpark gibt es mehrere natürliche Küstenattraktionen wie die Natural Bridge und The Gap. Entlang der Küste und im Hinterland befinden sich noch zahlreiche weitere Nationalparks, zum Beispiel der Stirling-Range-Nationalpark, der etwa 90 km nördlich von Albany liegt. Die besondere Klimasituation macht ihn zu einer der wichtigsten botanischen Regionen der Welt. Stirling Range ist die Heimat von mehr als 1500 verschiedenen Pflanzenarten, von denen 90 endemisch sind. Auch der höchste Punkt im Südwesten von Westaustralien, der Bluff Knoll, befindet sich dort. Auf seinem Gipfel kann man im Winter Schneefall beobachten, ein für Westaustralien sonst sehr seltenes Phänomen.

## Persönlichkeiten
In Albany geboren
- Mark Atkins (* 1957), Musiker und Künstler
- Andrew McFarlane (* 1951), Schauspieler

## Klimatabelle
|                       | Jan  | Feb  | Mär  | Apr  | Mai  | Jun   | Jul   | Aug   | Sep  | Okt  | Nov  | Dez  |   |       |
| Mittl. Tagesmax. (°C) | 25,0 | 25,0 | 24,0 | 21,9 | 18,8 | 16,6  | 15,8  | 16,0  | 17,3 | 18,7 | 20,8 | 23,2 | ⌀ | 20,2  |
| Mittl. Tagesmin. (°C) | 13,6 | 14,3 | 13,4 | 11,6 | 9,8  | 8,2   | 7,5   | 7,5   | 8,0  | 9,0  | 10,6 | 12,4 | ⌀ | 10,5  |
|                       |      |      |      |      |      |       |       |       |      |      |      |      |   |       |
| Niederschlag (mm)     | 24,8 | 23,1 | 32,7 | 55,4 | 97,8 | 102,8 | 122,7 | 108,3 | 85,8 | 74,4 | 45,7 | 27,2 | Σ | 800,7 |
|                       |      |      |      |      |      |       |       |       |      |      |      |      |   |       |
| Regentage (d)         | 8,3  | 8,0  | 10,8 | 13,8 | 17,5 | 19,1  | 20,5  | 20,7  | 18,3 | 15,6 | 12,9 | 9,5  | Σ | 175   |

| 13,6 |

| 14,3 |

| 13,4 |

| 11,6 |

| 9,8 |

| 8,2 |

| 7,5 |

| 7,5 |

| 8,0 |

| 9,0 |

| 10,6 |

| 12,4 |

| 13,6 |

| 14,3 |

| 13,4 |

| 11,6 |

| 9,8 |

| 8,2 |

| 7,5 |

| 7,5 |

| 8,0 |

| 9,0 |

| 10,6 |

| 12,4 |